# Asesinato de April Lacy
April Dawn Lacy (Oklahoma City, Oklahoma; 2 de junio de 1982 - Decatur, Texas; 3-8 de octubre de 1996), nombrada como Brush Girl antes de su identificación, fue una joven estadounidense víctima de un homicidio cuyo cuerpo fue descubierto en octubre de 1996. Fue identificada dos años después tras la reconstrucción de su rostro y cotejación de su ficha dental. Aunque pudo ser identificada, su asesinato sigue sin resolverse. Se desconocen las circunstancias que rodearon el asesinato de April, aunque la policía cree que se escapó de casa y pudo haberse dedicado a la prostitución.

## Biografía
April nació en Oklahoma City (Oklahoma), el 2 de julio de 1982. Creció en el seno de una familia pobre que consumía drogas y alcohol y de la que a menudo estaba alejada, ya que con frecuencia se quedaba en casa de una amiga.
April tenía una relación disfuncional con sus padres, que le permitieron consumir sustancias como cigarrillos a una edad temprana. Al parecer, la familia vivía en hoteles baratos y rebuscaba en la basura latas de aluminio y otros artículos para conseguir dinero para comida y drogas. También se cree que su madre, Jacqueline, había obligado a April a prostituirse y a robar en tiendas para mantener su adicción a la cocaína, aunque ella afirma que su hija no estaba implicada en el tráfico sexual. Cuando no conseguía realizar estas tareas, April afirmaba que sufría malos tratos físicos.
April se escapó de casa tras una discusión con su madre, que se negó a hablar con su hija por un motivo desconocido, presumiblemente debido a un conflicto entre sus padres. Su madre, Jacqueline, denunció su desaparición el 3 de octubre de 1996, que según ella fue el día en que se produjo la discusión. Su padre, Dale, también denunció su desaparición tres meses después.
Algunos miembros de la policía afirmaron que su madre podría tener más información sobre el asesinato de la que llegó a proporcionar, pues se encontraron pruebas fehacientes de que Jacqueline sirvió de proxeneta a su hija. Por el estado de los restos de April, también se cree que llevaba desaparecida más tiempo del que se había informado, ya que parecía que había muerto al menos una semana antes, en lugar de cinco días.

## Descubrimiento del cuerpo
El 8 de octubre de 1996, un granjero descubrió el cuerpo desnudo de una niña en un montón de ramas muertas a las afueras de Decatur (Texas). Cuando los agentes de policía acudieron al lugar, se presumió que había sido estrangulada y luego arrastrada, por el brazo, hasta el montón de maleza, a juzgar por la posición de su cuerpo. Su cuerpo se había descompuesto hasta un punto en el que era irreconocible, lo que causó problemas para su identificación. Los investigadores observaron que la víctima se había teñido el pelo de rubio, se mordía las uñas y medía en torno a 1,64 m, con un peso de 54 kg aproximadamente. Tampoco tenía rasgos identificativos visibles, como cicatrices o tatuajes. Un dentista forense examinó sus dientes y concluyó que tenía unos 14 años cuando fue asesinada, aunque los informes iniciales afirmaban que tenía entre 20 y 40.

## Investigación
Debido a que la chica permaneció sin identificar durante algún tiempo, el agente que investigaba el caso la apodó Brush Girl, o "Chica del cepillo", Las autoridades intentaron identificar su cuerpo utilizando su descripción física para cotejarla con la de personas desaparecidas, que fueron descartadas del caso. Debido a que su cuerpo fue encontrado cerca de la frontera entre Texas y Oklahoma, se presumió que podía ser originaria de Oklahoma City o posiblemente de Dallas (Texas).
El rostro de April fue reconstruido por la artista forense Karen T. Taylor para ayudar a su futura identificación. Las autoridades entrevistaron a los padres de April sobre las circunstancias de su desaparición y les mostraron el boceto de la niña no identificada, que guardaba un gran parecido. Al parecer, la familia Lacy negaba la posibilidad de que su hija hubiera sido asesinada, ya que "querían más pruebas" que la coincidencia de los registros dentales, que se realizó tras comparar los dientes de la víctima y las radiografías tomadas de los dientes de April. Además, la comparación de los conductos sinusales también coincidió entre los sujetos, pero no convenció a su familia. Finalmente se comparó el ADN y coincidió.
Se cree que fue asesinada por un asesino en serie que se había aprovechado de prostitutas de la misma zona. También existía la posibilidad de que fuera una víctima del asesino de pelirrojas, aunque su homicidio tuvo lugar más de una década después de que comenzara la oleada. Las autoridades también extendieron las pistas por Oklahoma sin obtener resultados.